# ゆらぎ (FANATIC◇CRISISの曲)
「ゆらぎ」は、2001年5月にリリースされたFANATIC◇CRISISの通算21枚目のシングルである。発売元はSTOICSTONE。

## 解説
前作より1ヶ月半という短いスパンで、アルバム『POP』の先行シングルとしてリリースされた。
初動・累計売り上げ共に前作と同水準で、メジャーデビュー以降最低記録を若干更新した。
タイトル曲・カップリング共にノンタイアップ。タイトル曲にタイアップがつかないのは「LIFE」以来3作振り。

## 収録曲
全作詞・作曲：石月努、編曲：神林義弘・FANATIC◇CRISIS
1. ゆらぎ [5:16]
2. AC/DC [4:41]
3. 恋水空 [ナミダカラ] [4:22]

## 収録作品
- POP（#1）
- THE BEST of FANATIC◇CRISIS Single Collection02（#1）
- THE BEST of FANATIC◇CRISIS B-Side Collection（#2,3）